# Dumb Ways to Die
Dumb Ways to Die (em português:  Formas Estúpidas de Morrer) é uma campanha publicitária de serviço público australiano feita pela Metro Trains em Melbourne, Victoria, Austrália para promover a segurança ferroviária. O vídeo da campanha se tornou viral através de compartilhamento nas mídias sociais a partir de novembro de 2012.

## Campanha
A campanha foi concebida pela agência de publicidade McCann Melbourne. Ele apareceu em jornais, rádio local e publicidade ao ar livre em toda a rede Metro Trains e no Tumblr. John Mescall, diretor executivo de criação da McCann, disse: "O objetivo desta campanha é engajar uma audiência que realmente não queira ouvir nenhum tipo de mensagem de segurança, e achamos que o Dumb Ways To Die o fará". McCann estimou que, em duas semanas, gerou pelo menos cinquenta milhões de dólares em valor de mídia global, além de mais de 700 reportagens da mídia, por "uma fração do custo de um anúncio de TV". De acordo com o Metro Trains, a campanha contribuiu para uma redução de mais de 30% em acidentes com quase acidentes, de 13,29 quase acidentes por milhão de quilômetros em novembro de 2011 - janeiro de 2012, para 9,17 quase acidentes por milhão de quilômetros em novembro de 2012 - janeiro de 2013.

### Vídeo animado
O vídeo foi animado por Julian Frost e produzido por Cinnamon Darvall. Foi enviado para o YouTube em 14 de novembro de 2012 e divulgado dois dias depois. Caracterizou "Numpty, Hapless, Pillock, Dippy, Dummkopf, Dimwit, Stupe, Lax, Clod, Doomed, Numskull, Bungle, Mishap, Dunce, Calamity, Ninny, Botch, Doofus, Stumble, Bonehead e Putz".
A música Dumb Ways to Die do vídeo foi escrita por John Mescall com música de Ollie McGill do The Cat Empire, que também a produziu. Foi realizado por Emily Lubitz, vocalista do Tinpan Orange, com McGill oferecendo backing vocals. A banda da gravação consiste de Gavin Pearce no baixo, Danny Faruggia na bateria e Brett Wood na guitarra. Foi lançado no iTunes, atribuído ao artista "Tangerine Kitty" (uma referência a Tinpan Orange e The Cat Empire). A canção, com um ritmo de 128 batidas por minuto, é escrito em C major e uma assinatura de tempo de 4/4.

### Videogame
Em maio de 2013, o Metro lançou o jogo Dumb Ways to Die como um aplicativo para dispositivos iOS. O jogo, desenvolvido por Julian Frost e Samuel Baird, convida os jogadores a evitar as atividades perigosas envolvidas pelos vários personagens apresentados durante a campanha. Dentro do aplicativo, os jogadores também podem se comprometer a "não fazer coisas estúpidas ao redor dos trens". As atividades incluem coisas como fazer torradas com um garfo e picar uma vara em um urso pardo. Uma versão do Android também foi lançada em setembro de 2013.
O objetivo do jogo é ganhar tantos pontos quanto possível, evitando "morrer" em uma das atividades. Vidas podem ser perdidas "morrendo" em uma das atividades. O jogador tem três chances para evitar que os personagens morram. [carece de fontes?]
Uma sequência intitulada Dumb Ways to Die 2: The Games foi lançada em 14 de novembro de 2014. Na sequência, há muito mais variedades de desafios em cada edifício específico e cada edifício tem um tema específico. Antes de um trem chegar a um prédio, o jogador joga um desafio para combater algo relacionado aos trens. Se bem sucedido, os pontos de bônus podem ser ganhos no final do jogo. Existem 8 desafios em cada edifício. Como o jogo original, os personagens do jogo fazem muitas atividades perigosas e inseguras. Vidas podem ser perdidas "morrendo" em uma das atividades. O jogador tem três chances para evitar que os personagens morram.
O jogo recentemente também está disponível como uma versão web e mobile-web por MarketJS, titular da licença do IP da web HTML5.
Uma segunda sequela intitulada Dumb Ways to Die 3: World Tour foi lançada em 21 de dezembro de 2017. Ao contrário dos jogos anteriores, que envolveram o jogador jogando minijogos e tentando evitar que os personagens morram, aqui o jogador recolhe moedas de casas que foram arrumadas para serem quebradas. As casas são fixadas pelo jogador que joga um novo minijogo para cada área que contém essas casas. [carece de fontes?]

## Recepção
Susie O'Brien no Herald Sun, em Melbourne, criticou o anúncio por banalizar os ferimentos graves e por se preocupar mais com o ego dos anunciantes do que com mensagens de segurança eficazes.
Simon Crerar, do Herald Sun, escreveu que o refrão cativante da música era o gancho mais arrebatador desde a música Gangnam Style, de PSY. Alice Clarke, escrevendo no Herald Sun, descreveu o vídeo como "adoravelmente mórbido" e escreveu que o transporte público de Victoria "quebrou sua longa série de anúncios terríveis".
Daisy Dumas, do Sydney Morning Herald, descreveu-a como "obscuramente fofa - e irrritantemente cativante" e o refrão como "material instantâneo do earworm".
Michelle Starr, da CNET, descreveu a campanha quando o Darwin Awards encontra o Gashlycrumb Tinies e a música como "um sucesso indie pop no estilo de Feist".
Logan Booker do Gizmodo descreveu-o como "tirar uma página do livro Happy Tree Friends e misturar bonitinho com horripilante".
Karen Stocks, do YouTube Australia, disse que o vídeo é incomum devido ao alto número de visualizações de dispositivos móveis. As ações atribuíram o sucesso a "um título bem-humorado. Uma melodia cativante que fica presa na sua cabeça. E uma mensagem que é fácil de entender e perfeitamente direcionada. "
O Sunshine Coast Daily descreveu-o como "o estilo Gangnam de campanhas de segurança de trem".
Arlene Paredes, do International Business Times, disse que o vídeo foi "brilhante ao chamar a atenção dos telespectadores" e "indiscutivelmente um dos PSA mais bonitos já feitos".

### Eficácia e repercussões indesejadas
A campanha recebeu algumas críticas com base no fato de que o suicídio é uma das causas mais influentes do trauma ferroviário, e o anúncio reforça os trens mortais como um possível método de suicídio. Escrevendo na Mumbrella em fevereiro de 2013, um ex-funcionário do Departamento de Infraestrutura da Victoria aconselhou o pensamento crítico ao avaliar alegações feitas sobre melhorias na segurança. Foi feita referência específica à alegada redução de 20% no comportamento de risco como sendo "besteira da mídia social ".

### Censura na Rússia
Em fevereiro de 2013, o blog de Artemy Lebedev foi censurado por Roskomnadzor, a agência do governo russo responsável pela censura na Internet, por incluir o vídeo. Mais tarde naquele dia, o vídeo do YouTube também foi censurado, com a mensagem "Este conteúdo não está disponível em seu país devido a uma reclamação legal do governo". O aviso oficial de remoção enviado ao Livejournal.com foi citado, em parte, por Lebedev em seu blog. 
A letra da música contém uma descrição das diferentes maneiras de se cometer suicídio, tais como: usar drogas além da data de validade, ficar de pé na borda de uma plataforma, atravessar os trilhos, comer supercola e outras. As personagens animadas demonstram formas perigosas de suicídio em formato cômico atraente para crianças e adolescentes. As partes como "esconder em secador " e "O que é esse botão vermelho?" contém um incitamento para cometer esses atos.
Apesar disso, o vídeo foi incluído no ABC Show e foi exibido em mais de 50 cidades da Rússia.

### Prêmios
A campanha ganhou sete Webby Awards em 2013, incluindo o Melhor Filme e Vídeo de Animação; e Melhor Serviço Público e Ativismo (Conteúdo Social e Marketing).
Ganhou três Prêmios Siren, dirigidos pela Commercial Radio Australia, incluindo o Gold Siren para melhor anúncio do ano e Silver Sirens para a melhor música e melhor campanha.
O anúncio de serviço público recebeu o Grande Troféu no New York Festivals International Advertising Awards de 2013.
Em junho de 2013, o clipe da campanha venceu o Grande Prêmio Integrado no Festival Internacional de Criatividade do Cannes Lions e, no geral, ganhou cinco prêmios Grand Prix, 18 Leões de Ouro, três Leões de Prata e dois Leões de Bronze, que foi o mais para a campanha na história do festival.

## Legado

### Paródias
Dentro de duas semanas, o vídeo gerou mais de 85 paródias. Algumas interpretações e paródias foram apresentadas na mídia nacional e internacional:
- Cool Things to Find - apresentando o rover Curiosity Mars. A Cinesaurus observou que eles levaram seis dias e 250 horas-homem para criar.[35][36]
- Dumb Movie Ways to Die - de The Movie Maniacs paródias bem conhecidas mortes de filmes famosos "mudo".[37]
- Dumb Ways to Die (In Video Games) Parody[38][39]
- Dumb Ways to Die (Minecraft Edition)[38]
- Grand Theft Auto V: Dumb Ways to Die[40][41]
- Dumb Ways to Die - Game of Thrones Edition[42]
- Dumb Ways to Die - Miami / ESPM, pela Miami Ad School em São Paulo, Brasil.[43] (Não está mais disponível no YouTube devido à reivindicação de direitos autorais do Metro Trains Melbourne) [44]
- My Little Pony Dumb Ways to Die - uma versão com os pôneis de My Little Pony: Amizade é mágica[45]
- Annoying Ways to Die de Annoying Orange, como observado por Socialtimes[39]
- The Walking Dead + Dumb Ways to Die Parody - paródia live-action de personagens de The Walking Dead[39]
- Smart Ways to Live, do The Maccabeats - uma versão a capella, como notou Arutz Sheva.[46]
- Dumb Ways to Die - Happy Tree Friends Edition[47]
- Fun Ways to Die[48]
- "Queremos Vivir en Caracas"[49]

### Parceria de seguro de vida
Devido ao seu sucesso, os personagens da Dumb Ways to Die foram apresentados em uma campanha promocional para a Empire Life Insurance, com sua mensagem principal sendo que "a maneira mais estúpida de morrer é sem seguro de vida". No entanto, a campanha foi recebida com críticas mistas, com alguns críticos de publicidade acusando o Metro de "vender-se" em uma campanha bem-sucedida.

### Spin-offs
Em 17 de outubro de 2014, o site Dumb Ways to Die foi reformulado para sugerir uma nova parcela da campanha. Previsto para ser lançado em novembro de 2014, os jogos assumem um tema mais esportivo, atlético e de fitness; e é rotulado como Dumb Ways to Die 2: The Games.

### Outros
- A Metro Trains também apoiava o Melbourne International Film Festival e decidiu criar um vídeo para se manter seguro em torno desse evento.[54]
- A música foi usada no episódio 45 da sétima temporada do programa de namoro chinês If You Are The One durante o vídeo de apresentação de um concorrente. [carece de fontes?]